# Feathers From Your Tree
«Feathers From Your Tree» es una canción de la banda estadounidense de rock pesado Blue Cheer, extraída de su segundo álbum Outsideinside. El sencillo (tercero del grupo) fue publicado en diciembre de 1968, ya cuando no contaban con su guitarrista líder Leigh Stephens, y cuando todavía Peterson buscaba a su suplente. Pese a su potencia, el sencillo no obtuvo la respuesta que sus antecesoras (Summertime Blues y Just a Little Bit) ya que no consiguió ingresar al Billboard Hot 100 en Estados Unidos, aun así llegó al 82° lugar de las listas británicas.

## Características
La melodía tiene menos licks de Blues que el común de las canciones del grupo, cuenta con una ambientación oscura que le otorgan la técnica de tonos graves en do-re-sol# que sus tres miembros aportan más el uso, por parte de Ralph Burns-Kellogg, de un Sampler y un piano. La letra parece estar fuertemente influenciada por tormentosas experiencias psicodélicas y un profundo miedo a lo desconocido y oculto. Su sonido agresivo, seco y sombrío nos podría pintar a esta canción como la primera pieza del doom metal.

## Personal
- Dickie Peterson - bajo, voz.
- Leigh Stephens - guitarra.
- Paul Whaley - batería, percusión.
- Ralph Burns-Kellogg - Sampler, Piano.

Producción
- Abe Kesh